# Club Esportiu Borriana
El Club Deportivo Burriana és un club de futbol de la ciutat de Borriana (la Plana Baixa). Originalment, va ser fundat en 1920, tot i que no ha tingut continuïtat i va ser constituït amb el nom actual el 1941. El seu estadi és el Camp Municipal de San Fernando. Actualment participa en el grup I de la Regional Preferent valenciana.

## Història
Borriana va comtar des de 1920 amb un representant important al futbol valencià: el Burriana Club de Fútbol. Aquest va arribar a disputar algunes edicions del Campionat regional valencià. A la temporada 1941/42, el club de la ciutat, llavors a la Segona Regional, va prendre el nom de Club Deportivo Burriana.
L'estiu de 1994 Miguel Ángel Bodí, antic jugador de l'equip, es va convertir en el president, substituint Luis Perarnau. Llavors el club celest militava a la Regional Preferent. Amb un jove Santi Palau com a entrenador, varen aconseguir la promoció cap a la Tercera Divisió. Cinc anys després, tot i no començar amb bons resultats la lliga, l'arribada de Pepe Heredia com a entrenador va suposar una remuntada espectalar que acabà per dur el Borriana a la Segona Divisió B. Paral·lelament aquests èxits, la pedrera també vivia un moment dolç. El filial del Borriana militava llavors a Preferent i era el millor de la província, juntament amb el Castelló Amateur, a banda d'una font molt important de jugadors per al primer equip. Malgrat tot plegat, per a aquella temporada 2000/01, en què Palau tornà a la banqueta, no es va poder mantindre la categoria. L'any de la tornada a Tercera es varen proclamar campions del grup VI, però no superaren la promoció d'ascens
El 2004 van començar els greus problemes institucionals i econòmics. Bodí deixà la presidència a l'alcalde Alfonso Ferrada. Des d'aquest moment el club ha viscut una sèrie de gestions breus, arrossegant un deute important amb la Seguretat Social i ha estat focus d'enfrontaments personals. Tot plegat a acabat amb la tornada del club celest a Preferent dotze anys després i a la constant amenaça de desaparició definitiva.

### Estadístiques
- 0 temporades en Primera divisió
- 0 temporades en Segona divisió
- 1 temporades en Segona B
  - Millor posició:17è
- 28 temporades en Tercera divisió
  - Millor posició:1r

Últimes temporades:
- 1999/2000: - Tercera Divisió - 2n
- 2000/2001: - Segona Divisió B - 17è
- 2001/2002: - Tercera Divisió - 1r
- 2002/2003: - Tercera Divisió - 17è
- 2003/2004: - Tercera Divisió - 12è
- 2004/2005: - Tercera Divisió - 13è
- 2005/2006: - Tercera Divisió - 19è
- 2006/2007: - Regional Preferent - ?
- 2007/2008: - Regional Preferent - 15è
- 2008/2009: - Regional Preferent - 10è

## Uniforme
- Uniforme titular: Samarreta i mitges blaves cel i pantaló blanc.
- Uniforme suplent: Samarreta i mitges roges i pantaló blau cel.

## Estadi
El Borriana juga com a local al Camp Municipal de San Fernando des de la dècada del 40. Va ser remodelat amb motiu de l'ascens a la Segona B, l'any 2000, i actualment té una capacitat d'alvoltant de 4.000 espectadors.

## Antics membres

### Jugadors destacats
- Planelles.
- Ximet.
- Emili Isierte.
- David Amiguet.
- Mauricio

### Entrenadors destacats
- Santi Palau
- Pedro Fernández Cuesta